# Aletea
Aletea (în maghiară Elek) este un oraș în județul Békés (Bichiș), situat în estul Ungariei, la granița acesteia cu România. Populația orașului era de 4.907 de locuitori în anul 2011.

## Demografie
Componența etnică a orașului Aletea
     Maghiari (81,05%)
     Romi (7,96%)
     Români (5,45%)
     Germani (4,14%)
     Slovaci (1,13%)
     Necunoscut (0,28%)
     Alții (0,28%)
Componența confesională a orașului Aletea
     Fără religie (31,97%)
     Romano-catolici (23,54%)
     Reformați (8,03%)
     Greco-catolici (1,87%)
     Atei (1,81%)
     Ortodocși (1,41%)
     Luterani (1,24%)
     Necunoscută (30,12%)
     Alte religii (2,4%)
Conform recensământului din 2011, orașul Aletea avea 4.907 locuitori. Din punct de vedere etnic, majoritatea locuitorilor (81,05%) erau maghiari, existând și minorități de romi (7,96%), români (5,45%), germani (4,14%) și slovaci (1,13%). Apartenența etnică nu este cunoscută în cazul a 0,28% din locuitori. Nu există o religie majoritară, locuitorii fiind persoane fără religie (31,97%), romano-catolici (23,54%), reformați (8,03%), greco-catolici (1,87%), atei (1,81%), ortodocși (1,41%) și luterani (1,24%). Pentru 30,12% din locuitori nu este cunoscută apartenența confesională.

În anul 1881 la Aletea locuiau 5607 de persoane, dintre care 3136 germani, 1305 români, 829 maghiari, 66 slovaci și 271 din alte etnii. Din punct de vedere religios, 3961 erau romano-catolici, 1104 ortodocși, 286 greco-catolici, 97 luterani, 87 reformați, 71 mozaici.

## Istorie
Aletea este menționată pentru prima dată într-un document din anul 1232. Din punct de vedere administrativ a făcut parte din județul Zărand și județul Arad. Ocupată de turci în anul 1551, a fost, potrivit istoricilor maghiari, depopulată. Ulterior, la intervenția baronului Johann Georg Harruckern, localitatea, datorită a două valuri de colonizări, 1724 și 1744, devine integral germană. Populația românească își reface apariția în localitate spre finele secolului secolul XVIII datorită deficitului de mână de lucru.
Devenit târg - oraș în anul 1854 și centru de raion în anul 1874, în Aletea se stabilec slovacii care sunt însă în anul 1947 repatriați în marea lor majoritate în Cehoslovacia. Mai puțin norocoasă, populația germană este deportată în Uniunea Sovietică la finele celui de al II-lea război mondial. În locul celor două etnii, au fost colonizați în oraș maghiarii.
În anul 1996 Aletea a reprimit statutul de oraș.

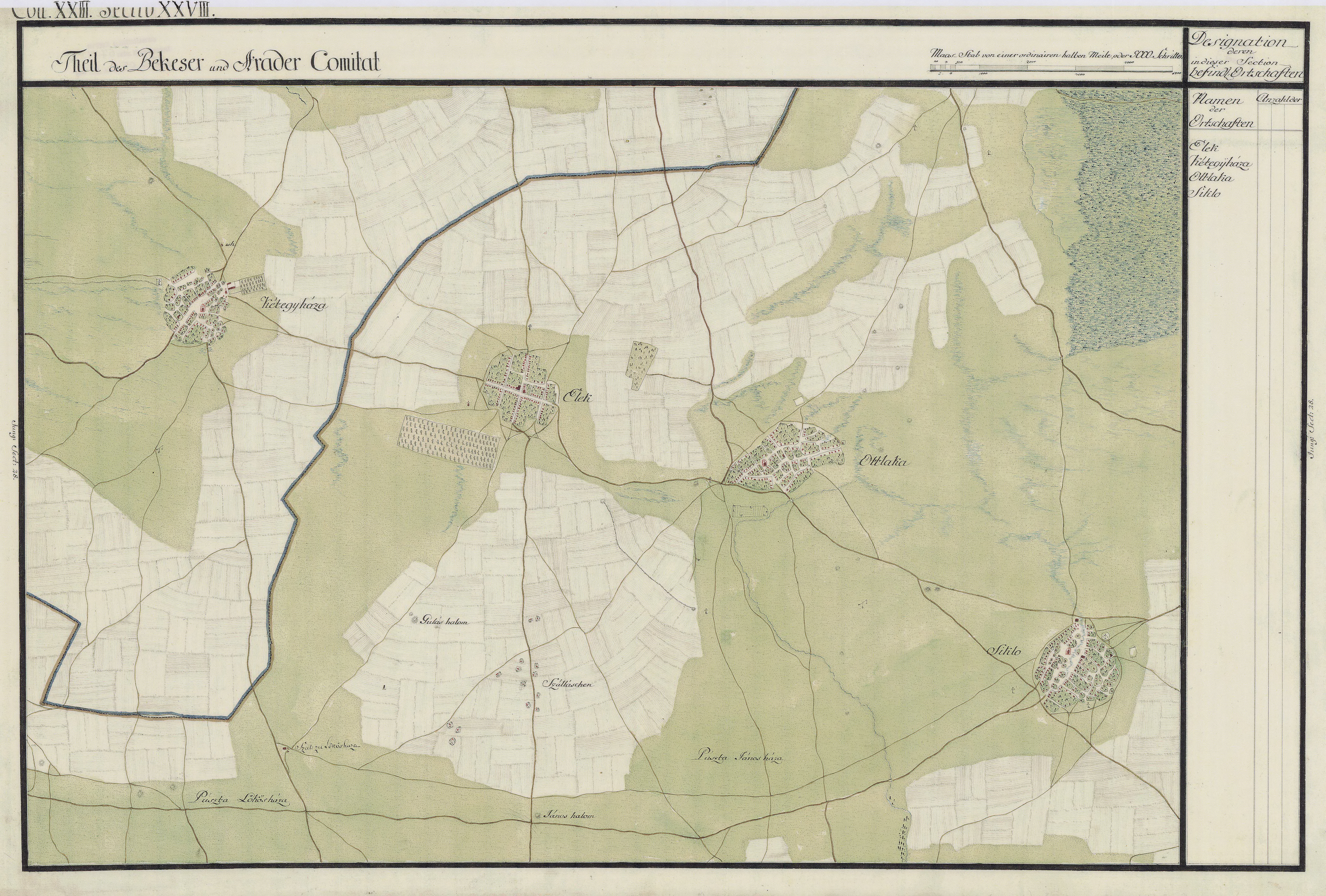
Aletea în Harta Iozefină a Comitatului Arad, 1782-85

## Orașe înfrățite
- Alerheim, Germania (1992)
- Sebiș, România (1992)
- Gerlingen, Germania
- Gerolzhofen, Germania (1990)
- Laudenbach, Germania (1994)
- Leimen, Germania (1992)
- Kapušany, Slovacia (1996)
- Grăniceri, România (1997)